# 연천 양원리 고인돌
연천 양원리 고인돌(漣川 兩遠里 고인돌)은 대한민국 경기도 연천군 전곡읍 양원리에 있는 청동시대의 고인돌이다. 2005년 10월 10일 경기도의 기념물 제209호로 지정되었다.

## 개요
지석묘는 청동기시대의 대표적인 무덤으로 고인돌이라고도 부르며, 주로 경제력이 있거나 정치권력을 가진 지배층의 무덤으로 알려져 있다.
우리나라의 고인돌은 4개의 받침돌을 세워 돌방을 만들고 그 위에 거대하고 평평한 덮개돌을 올려놓은 탁자식과, 땅 속에 돌방을 만들고 작은 받침돌을 세운 뒤 그 위에 덮개돌을 올린 바둑판식으로 구분된다.
양원리 버스정류장 바로 뒤편, 괸돌말에 위치하고 있다. 마을이름에서 알 수 있듯이 이 일대에는 많은 수의 고인돌이 있었을 것으로 추정된다. 전형적인 탁자식 고인돌로 장방형의 반석 4개로 지석을 세워 무덤방을 만들고 그 상부에 덮개돌을 올려 만들었다. 덮개돌 전면에 걸쳐 치석했으며 크기는 380*340*46cm의 규모로 지석간의 높이 차이가 커 북서방향으로 크게 기울어져 있다. 거북모양의 이 지석묘가 복을 가져다 준다고 믿어 주민 스스로 보존관리에 힘쓰고 있다.

## 같이 보기
- 고인돌

## 참고 자료
- 연천양원리고인돌 - 국가유산청 국가유산포털